# Boarmia prionodes
Boarmia prionodes är en fjärilsart som beskrevs av Turner 1947. Boarmia prionodes ingår i släktet Boarmia och familjen mätare. Inga underarter finns listade i Catalogue of Life.